# Jubilejny
Jubilejny (belarusiska: Юбілейны) är ett samhälle i Belarus. Den ligger i voblasten Minsks voblast, i den centrala delen av landet, 9 km söder om huvudstaden Minsk. Jubilejny ligger 217 meter över havet och antalet invånare är 3 000.

## Natur
Terrängen runt Jubilejny är platt. Trakten är tätbefolkad. Närmaste större samhälle är Mіnsk, 9,5 km norr om Jubilejny.